# Christelle Rieu
Christelle Rieu – francuska zapaśniczka walcząca w stylu wolnym. Srebrna medalistka mistrzostw Europy w 1988. Druga na mistrzostwach Francji w 1988 i trzecia w 1989 roku.